# KAC PDW突击步枪
KAC PDW是由美國奈特軍械公司推出的個人防衛武器（也被歸類為突擊步槍或卡賓槍），發射該公司新研製的6×35毫米口徑子彈。該槍於2006年首次在阿爾伯克基的NDIA輕武器座談會中展出。
就像其他個人防衛武器一樣，KAC PDW是一款緊湊和輕巧的武器，它非常適合由車輛駕駛員等非前線戰鬥人員攜帶，也適合特種部隊用於近身距離作戰。其有效射程達250至300米。
奈特軍械公司最近還推出了一款低成本的6×35毫米口徑AR-15樣式卡賓槍，並命名為「SR-635」。

## 發展
最初，開發團隊使用電腦輔助設計構想出一款發射6×35毫米口徑子彈的概念武器，並試圖以這款武器解決以往發射小口徑子彈及較大口徑子彈的同類武器所產生的問題：口徑太小的話，武器的有效射程和滲透能力會有明顯不足，相反地口徑太大的話後座力和槍口焰就會太大而導致武器難以控制。

## 設計
KAC PDW在設計時混合了現有和全新的零件。其下機匣完全為縮短的AR-15下機匣，使許多曾使用AR-15樣式步槍的用戶都能輕易地上手。它是一支擊發調變式槍械，並能夠透過一個AR-15樣式的快慢機來選擇保險、全自動或半自動射擊模式。
而其所用的彈藥、上機匣和運作機制則是奈特軍械公司的全新設計。
有別於傳統的AR-15樣式步槍（如：M16、M4等）把覆進簧和導桿設置在槍托內的管子裡，該槍使用的為一具向右摺疊式槍托。
PDW比起目前美軍所使用的M4卡賓槍還要短10吋並輕了1磅，其運作機制為雙活塞導氣式，兩個活塞分別位於槍機頂部的左右邊。在射擊後它們會從槍管裡吸收熱氣體來完成拋殼和進彈的過程。而其單一的覆進簧和導桿則位於頂部，在兩個活塞中間。
KAC PDW目前存在著兩種版本，分別為10英吋及8英吋型。

## 彈藥
KAC PDW發射6×35毫米口徑子彈，該彈藥比起西方國家的軍規步槍彈，5.56×45毫米北約彈短了足足1厘米。6×35毫米比起前者稍寬和稍重（65格令；4.2克對62格令；4克）。它與現存的多款個人防衛武器彈藥一樣都具有出色的滲透力，而且在射擊時所產生的後座力很小，並能夠貫穿如防彈衣等各種軍用防彈裝備。
奈特軍械公司聲稱6×35毫米從10吋槍管發射出去時的槍口初速達到了2,450英尺/秒（750米/秒），比起5.56毫米子彈從相同長度的槍管發射出去時稍快。使口徑更大，但更短的6毫米子彈更加適合短槍管的武器使用，但對於較長的步槍槍管效果卻較低。在同為10吋槍管的槍支發射岀去時該子彈的槍口能量為1,127焦耳，而5.56毫米子彈則為1,074焦耳。

## 登場作品

### 動畫
- 2015年—《GATE 奇幻自衛隊》：於第1季第9話和第10話中由非法潛入日本境內執行任務的美國CIA準軍事行動人員所使用，裝上前握把、全息瞄準鏡、電筒和消聲器。

### 電子遊戲
- 2016年—《契約戰爭》：可進行改裝及更換彈頭種類
- 2017年—《火線獵殺：野境》：型號為KAC PDW，命名為「SR-635」。
- 2019年—《少女前線》：4星衝鋒槍，命名為「KAC-PDW」。

## 外部連結
- KAC PDW - 奈特軍火公司官方網頁 （英文）
- 槍炮世界—KAC 6×35mm PDW （页面存档备份，存于） （中文）